# Viguré

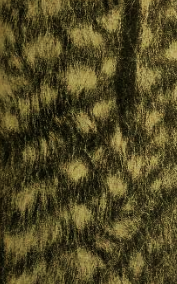
Vlněný česanec potištěný na stroji viguré (snímek z roku 1914)

Viguré (anglicky a německy: Vigoureux) je barevná příze vyrobená z potištěných česanců z čisté vlny a směsí vlny s polyesterem nebo polyamidem. Název pochází od francouzského tiskaře J. S. Vigoureuxe, který vynalezl v roce 1863 tuto výrobní technologii.

## Způsob výroby

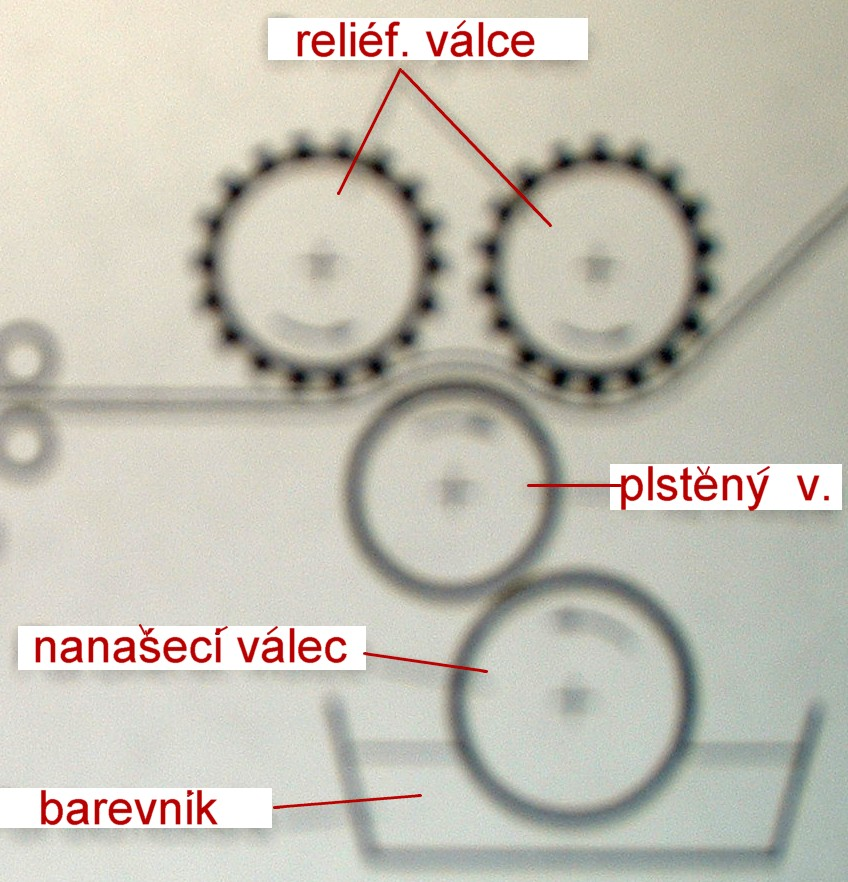
Schéma potiskování česanců

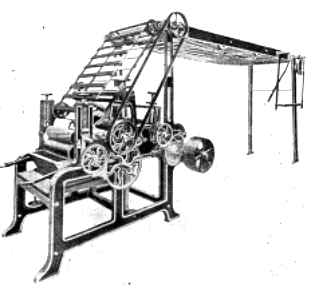
Stroj na potiskování česanců ze začátku 20. století

Jedná se o tzv. reliéfový tisk, jehož princip je naznačen na nákresu vpravo:
Prameny z česaných vláken prochází (v jedné řadě vedle sebe) mezi dvěma kovovými válci s reliéfovým povrchem a plstěným suknem nasáklým tiskařskou barvou. Přítlakem obou válců na sukno se přenáší barva na česance, na kterých se vytváří diagonální nebo zkřížené pruhy.
Tisk na česancích se potom fixuje pařením a následujícím praním se odstraňují zbytky nezafixované barvy a pomocných prostředků. Potiskování a s tím související úpravy česanců se dají provádět také na kontinuálních výrobních linkách, do nichž se někdy zařazuje také žehlení a sušení.
Česance se potiskují v různých barvách, ze kterých se pak družením za současného protahování vytváří velice homogenní směs (melanž).
Poslední zmínky o praktickém využití technologie viguré jsou známé ze 20. let 20. století.

## Vlastnosti a použití příze
Výroba je poměrně nákladná, viguré je však levnější než například melanže z vláken barvených ve vločce. Na výrobcích z viguré je viditelný původ z různobarevných vláken, ta jsou však spolu velmi stejnoměrně smíchána, barevný efekt je mnohem jemnější než například u muliné. Tkaniny se také označují jako viguré a používají se nejčastěji na obleky a kostýmy. 